# 塙義一
塙 義一（はなわ よしかず、1934年3月16日 - 2015年12月18日）は、日本の実業家。日産自動車の元社長、元会長、相談役名誉会長。

## 人物・来歴
都立千歳高校を経て、東京大学経済学部卒業。1957年に日産自動車入社。主に、米国を中心に工場開設や販売台数増に尽力。1985年、取締役に就任。以後、1988年常務取締役、1990年専務取締役、1991年代表取締役副社長を経て、1996年に代表取締役社長に就任した。
1990年代、2兆円という膨大な有利子負債を抱え、経営危機的状況に陥っていた日産自動車を立て直すため、提携先を模索する。第一候補としてダイムラークライスラーが上がったが、話はまとまらず、最終的にルノー傘下で救済を受けることを決断した。1999年、代表取締役会長兼社長兼CEOに退き、日産の最高執行責任者にはルノーからカルロス・ゴーンが送り込まれた。
2000年に代表取締役会長兼CEO、2001年に代表取締役会長に就任し、経営はゴーン及びルノー出身者に移行。大規模なリストラを見届け、2003年に退任、相談役名誉会長となる。
2015年、心筋梗塞のため神奈川県鎌倉市の湘南鎌倉総合病院で死去。81歳没。

## その他
- 財団法人YFU日本国際交流財団理事
- 三宝会会員
- 自工会で副会長を務めていた時期があった。